# Andrej Sjdanov
Andrej Aleksandrovitj Sjdanov (russisk: Андре́й Алекса́ндрович Жда́нов, tr. Andréj Aleksándrovitj Sjdánov; født 26. februar 1896 i Mariupol, død 31. august 1948 i Moskva) var en sovjetisk politiker og etnisk russer.

## Levned
Sjdanov mistede tidligt sin far, en folkeskoleinspektør, og hans skolegang var derfor mangelfuld. Han gik i 3. til 7. klasse i realskolen i Tver, tilbragte et halvt år på landbrugsskolen i Moskva og fire måneder på underofficersskole i Tbilisi, hvor man gav ham bevis på en ikke afsluttet mellemskoleuddannelse. I 1916 blev han indkaldt til den russiske hær.
Allerede i 1915 var han blevet medlem af det bolsjevikiske parti. Fra 1917, mens han var sergent i 136. infanteriregiment, deltog han aktivt i oktoberrevolutionen og den revolutionære bevægelse. Hans lederevner og agitationstalent betød, at han blev formand for det revolutionære soldaterråd. Fra januar 1918 var han kredssekretær for bønderne i Sjadrinsk. Fra 1918 til 1920 var han politagitator i den Røde Hær og samtidig redaktør af bladet Tverskaja Pravda. Fra 1925 var han kandidatmedlem og fra 1930 fuldt medlem af kommunistpartiets centralkomite. I 1935 blev han kandidatmedlem og fra 1939 medlem af kommunistpartiets politbureau.
Som kreds- og bysekretær for partiorganisationen i Leningrad var han som efterfølger for den myrdede Sergej Kirov kendt som en radikal og nådesløs "udrenser". Han var samtidig en stærk tilhænger af socialistisk realisme i kunsten.
I juni 1940 blev Sjdanov sendt til Estland for at overvåge etableringen af den Estiske Socialistiske Sovjetrepublik og dens indlemmelse i Sovjetunionen.
Under 2. verdenskrig ledede Sjdanov forsvaret af Leningrad. Efter at Våbenstilstanden i Moskva mellem Finland og Sovjetunionen var blevet underskrevet den 4. september 1944, var Sjdanov leder af den allierede kontrolkommission i Finland indtil Paris-fredsaftalen i 1947.
I 1946 blev Sjdanov af Josef Stalin sat til at styre Sovjetunionens kulturpolitik. Hans første handling (i december 1946) var at censurere russiske forfattere såsom Anna Akhmatova, Boris Pasternak og Mikhail Sosjtjenko (Sjdanov Doktrinen).
I 1947 opbyggede han Kominform, som havde til opgave at koordinere de kommunistiske partier i Europa. I februar 1948 indledte han udrensninger indenfor musikområdet, almindeligt kendt som kampen mod formalisme. Dmitrij Sjostakovitj, Sergej Prokofjev, Aram Khatjaturian og mange andre komponister blev ramt af disse udrensninger.
Han døde i Moskva i 1948 af et hjerteanfald. Nikita Khrusjtjov skrev i sine erindringer, at Sjdanov ikke kunne styre sit drikkeri, og at i hans sidste tid råbte Stalin til ham om at holde op med at drikke, og insisterede på, at han kun drak frugtjuice. Montefiore og andre hævder at Stalin selv var ansvarlig for Sjdanovs død, og peger på Sjdanovs fejlslagne forsøg på at gennemføre en kommunistisk magtovertagelse i Finland som en årsag.  Stalin havde talt om Sjdanov som en efterfølger, men Sjdanovs dårlige helbred gav hans rivaler, Berija og Malenkov, en mulighed for at underminere hans stilling.
Hans søn, Jurij (1919-2006), giftede sig med Stalins datter, Svetlana Allilujeva, i 1949. Ægteskabet varede kun kort, og blev opløst ved skilsmisse i 1950. De fik en datter, Jekaterina.

## Ideologi
Indtil slutningen af 1950'erne definerede Sjdanov doktrinen for kulturel produktion i Sovjetunionen. Det var Sjdanovs hensigt at skabe en ny filosofi for kunst i hele verden. Hans metode reducerede hele det kulturelle område til et simpelt videnskabeligt skema, hvor et givet symbol svarede til en simpel moralsk værdi. Roland Barthes opsummerede kernen i doktrinen på denne måde: "Vin er objetivt godt ... kunstneren beskæftiger sig med det gode i vin, ikke med vinen i sig selv." Derudover forsøgte Sjdanov og hans medarbejdere at fjerne udenlandsk påvirkning fra den sovjetiske kunst, og proklamerede at "ukorrekt kunst" var en ideologisk afvigelse.
Efter Sjdanovs død var der i 1950'erne en kreativ eksplosion i sovjetisk kunst – abstrakt og figurativ.

## Byen Sjdanov
Hans fødeby, Mariupol, blev omdøbt til Sjdanov efter ordre fra Stalin i 1948, og et monument over Sjdanov blev opført på byens centrale plads til hans ære. I 1989 blev navnet ført tilbage til Mariupol, og monumentet blev pillet ned i 1990.